# Sungai Bakau
Sungai Bakau is een bestuurslaag in het regentschap Rokan Hilir van de provincie Riau, Indonesië. Sungai Bakau telt 2657 inwoners (volkstelling 2010).